# Liquiditeit
Liquiditeit is de mate waarin een onderneming haar lopende betalingsverplichtingen kan voldoen. Hierbij wordt er een onderscheid gemaakt tussen dynamische en statische liquiditeit.

## Dynamische liquiditeit
De dynamische liquiditeit geeft aan of in bepaalde periode de binnenkomende geldstroom groter of kleiner zal zijn dan de uitgaande geldstroom. Dit wordt vastgesteld door voorafgaand aan de gestelde periode een liquiditeitsbegroting op te stellen.

## Statische liquiditeit
De statische liquiditeit geeft aan of een onderneming haar kortetermijnverplichtingen kan voldoen met behulp van de vlottende activa. Er zijn een drietal kengetallen voor het bepalen van de statische liquiditeit: current ratio, quick ratio en nettowerkkapitaal.

## Solvabiliteit
De liquiditeit zegt weinig over het kunnen voldoen door de onderneming van de financiële verplichtingen op de lange termijn. Hiervoor is de solvabiliteit, het eigen vermogen gedeeld door het balanstotaal of uitstaande schulden, leidend.